# Leucostethus brachistriatus
Leucostethus brachistriatus es una especie de anfibio anuro de la familia Dendrobatidae. Esta rana es endémica de la vertiente occidental de la cordillera Central y de la cordillera Oriental en Colombia. Habita cerca de arroyos en bosques montanos, pero también en zonas de pastizal y de cultivo. Pone sus huevos entre la hojarasca y una vez eclosionan llevan los renacuajos hasta un arroyo para que se desarrollen allí.
El holotipo femenino mide 22.3 mm.

## Publicación original
- Rivero & Serna, 1986 : Dos nuevas especies de Colostethus (Amphibia, Dendrobatidae) de Colombia. Caldasia, vol. 15, n.º 71/75, p. 525-531[2]